# Ciudadela (Tucumán)
Ciudadela es un barrio de San Miguel de Tucumán, Tucumán, Argentina. Se encuentra delimitado por las avenidas Mate de Luna, Alem, Independencia y calle Coronel Zelaya.

## Historia
Originalmente en el sitio del actual barrio se disputó la Batalla de Tucumán, la cual fue ganada por el Ejército del Norte al mando de Manuel Belgrano sobre los realistas en 1812. El barrio lleva el nombre de la Ciudadela, que fuera la fortaleza construida en 1814 por encargo del general José de San Martín para apostar las tropas del Ejército del Norte. Asimismo en 1831 se libró la Batalla de la Ciudadela, ganada por las tropas federales de Facundo Quiroga.
El barrio comenzó a conformarse a fines del siglo XIX, con la creación de diversas calles que se extendían de este a oeste desde el centro. Asimismo se extendieron diversas líneas de tranvías y la línea 101 del trolebús tucumano. En 1931 se creó la Fundación Miguel Lillo y la Facultad de Ciencias Naturales de la UNT, donde se asentaba la finca del naturalista tucumano. En 1933 se inauguró el Mercado de Abasto sobre la calle General Paz, convirtiéndose en la principal fuente laboral y eje de identidad del barrio. Gracias a esto, inmigrantes españoles, sirios-libaneses, italianos, entre otros, se radicaron en la barriada. El mercado fue cerrado en 1997 y en la actualidad se encuentran allí el Hotel Hilton Garden, el Teatro Rosita Ávila y el polo comercial Central Tucumano.
En 1932 se construyó el actual estadio de San Martín de Tucumán, que se transformó en la principal institución deportiva y sitio de interés del barrio. El estadio pasó a llamarse Ciudadela, en honor a la vieja fortaleza de San Martín y al barrio homónimo. En 2024 se propuso la revalorización del barrio y la creación de un paseo histórico, pintando murales sobre la identidad e historia del barrio.

## Educación
- Fundación Miguel Lillo
- Instituto Privado de Educación y Adaptación
- Instituto Privado San Pablo
- Escuela N° 259 Gral. Belgrano
- Instituto Privado San Judas Tadeo
- Escuela Silvano Bores
- Centro Universitario Ing. Roberto Herrera (Quinta Agronómica)

## Salud
- CAPS Dr. Víctor Baaclini

## Transporte

### Líneas de colectivos
- Línea 3
- Línea 4
- Línea 9
- Línea 10
- Línea 12
- Línea 17
- Línea 18
- Línea 103
- Línea 110
- Línea 130
- Línea El Provincial

## Deportes
- Club Atlético San Martín de Tucumán
- Centro Pro Adelanto Ciudadela
- Club Nicolás Avellaneda